# Qatar TotalEnergies Open 2022
Qatar TotalEnergies Open 2022 byl tenisový turnaj pořádaný jako součást ženského okruhu WTA Tour, který se odehrával na otevřených dvorcích s tvrdým povrchem v areálu Khalifa International Tennis and Squash Complex. Konal se mezi 20. až 26. únorem 2022 v katarském hlavním městě Dauhá jako dvacátý ročník turnaje.
Turnaj s rozpočtem 2 632 448 dolarů patřil do kategorie WTA 1000. Do soutěže dvouhry nastoupilo padesát šest hráček a čtyřhry se účastnilo dvacet osm párů. Nejvýše nasazenou hráčkou ve dvouhře se stala světová dvojka Aryna Sabalenková z Běloruska, která dohrála ve čtvrtfinále. 
Čtvrtý singlový titul na okruhu WTA Tour vybojovala 20letá Polka Iga Świąteková, která se vrátila na své kariérní maximum, 4. místo. Při čtvrtém společném startu ve čtyřhře túry WTA získaly Američanky Coco Gauffová a Jessica Pegulaová premiérovou trofej jako pár.

## Rozdělení bodů a finančních odměn

### Distribuce bodů
| Soutěž  | vítězky | finalistky | semifinalistky | čtvrtfinalistky | 16 v kole | 32 v kole | 56 v kole | Q  | Q2 | Q1 |
| ------- | ------- | ---------- | -------------- | --------------- | --------- | --------- | --------- | -- | -- | -- |
| dvouhra | 900     | 585        | 350            | 190             | 105       | 60        | 1         | 30 | 20 | 1  |
| čtyřhra | 900     | 585        | 350            | 190             | 105       | 1         | —         | —  | —  | —  |

### Finanční odměny
| Soutěž                                | vítězky   | finalistky | semifinalistky | čtvrtfinalistky | 16 v kole | 32 v kole | 56 v kole | Q2      | Q1      |
| ------------------------------------- | --------- | ---------- | -------------- | --------------- | --------- | --------- | --------- | ------- | ------- |
| dvouhra                               | 380 000 $ | 224 000 $  | 115 289 $      | 53 000 $        | 26 515 $  | 15 080 $  | 10 820 $  | 6 350 $ | 3 300 $ |
| čtyřhra                               | 111 000 $ | 82 400 $   | 34 300 $       | 17 300 $        | 9 800 $   | 6 570 $   | —         | —       | —       |
| částky ve čtyřhře jsou uváděny na pár |           |            |                |                 |           |           |           |         |         |

## Ženská dvouhra

### Nasazení
| Stát                          | Hráčka              | WTA | Nasazení |
| ----------------------------- | ------------------- | --- | -------- |
| Bělorusko                     | Aryna Sabalenková   | 2.  | 1.       |
| Česko                         | Barbora Krejčíková  | 3.  | 2.       |
| Španělsko                     | Paula Badosová      | 5.  | 3.       |
| Estonsko                      | Anett Kontaveitová  | 6.  | 4.       |
| Španělsko                     | Garbiñe Muguruzaová | 7.  | 5.       |
| Řecko                         | Maria Sakkariová    | 8.  | 6.       |
| Polsko                        | Iga Świąteková      | 9.  | 7.       |
| Tunisko                       | Ons Džabúrová       | 10. | 8.       |
| USA                           | Jessica Pegulaová   | 14. | 9.       |
| Ukrajina                      | Elina Svitolinová   | 15. | 10.      |
| Kazachstán                    | Jelena Rybakinová   | 16. | 11.      |
| Bělorusko                     | Viktoria Azarenková | 17. | 12.      |
| Německo                       | Angelique Kerberová | 18. | 13.      |
| USA                           | Coco Gauffová       | 20. | 14.      |
| Lotyšsko                      | Jeļena Ostapenková  | 21. | 15.      |
| Belgie                        | Elise Mertensová    | 22. | 16.      |
| Žebříček WTA k 14. únoru 2022 |                     |     |          |

### Jiné formy účasti
Následující hráčky obdržely divokou kartu do hlavní soutěže:
- Alizé Cornetová
- Caroline Garciaová
- İpek Özová
- Majar Šarífová
- Věra Zvonarevová

Následující hráčky postoupily do hlavní soutěže z kvalifikace:
- Océane Dodinová
- Beatriz Haddad Maiová
- Kaja Juvanová
- Marta Kosťuková
- Andrea Petkovicová
- Aljaksandra Sasnovičová
- Stefanie Vögeleová
- Čang Šuaj

Následující hráčky postoupily z kvalifikace jako šťastné poražené:
- Jaqueline Cristianová
- Arantxa Rusová

### Odhlášení
před zahájením turnaje
- Jekatěrina Alexandrovová → nahradila ji  Amanda Anisimovová
- Danielle Collinsová → nahradila ji  Irina-Camelia Beguová
- Anhelina Kalininová → nahradila ji  Arantxa Rusová
- Anastasija Pavljučenkovová → nahradila ji  Alison Van Uytvancková
- Karolína Plíšková → nahradila ji  Ana Konjuhová
- Markéta Vondroušová → nahradila ji  Jaqueline Cristianová
- Tamara Zidanšeková → nahradila ji  Ann Liová

v průběhu turnaje
- Viktoria Azarenková (poranění levé kyčle)

### Skrečování
- Jaqueline Cristianová (poranění pravého kolene[1]
- Petra Kvitová (poranění levého zápěstí)[1]

## Ženská čtyřhra
| Stát                           | Hráčka                 | Stát      | Hráčka                         | WTA | Nasazení |
| ------------------------------ | ---------------------- | --------- | ------------------------------ | --- | -------- |
| Česko                          | Barbora Krejčíková     | Česko     | Kateřina Siniaková             | 3.  | 1.       |
| Japonsko                       | Ena Šibaharaová        | Čína      | Čang Šuaj                      | 12. | 2.       |
| Rusko                          | Veronika Kuděrmetovová | Belgie    | Elise Mertensová               | 13. | 3.       |
| Kanada                         | Gabriela Dabrowská     | Mexiko    | Giuliana Olmosová              | 28. | 4.       |
| Chile                          | Alexa Guarachiová      | USA       | Nicole Melicharová-Martinezová | 32. | 5.       |
| Ukrajina                       | Ljudmyla Kičenoková    | Lotyšsko  | Jeļena Ostapenková             | 52. | 6.       |
| USA                            | Desirae Krawczyková    | Austrálie | Ellen Perezová                 | 53. | 7.       |
| Kazachstán                     | Anna Danilinová        | Brazílie  | Beatriz Haddad Maiová          | 63. | 8.       |
| Žebříček WTA ke 14. únoru 2022 |                        |           |                                |     |          |

### Jiné formy účasti
Následující páry obdržely divokou kartu do hlavní soutěže:
- Mubarka Al-Naemiová /  İpek Özová
- Mirjam Björklundová /  Emily Webleyová-Smithová

Následující pár nastoupil z pozice náhradníka:
- Oxana Kalašnikovová /  Maryna Zanevská

### Odhlášení
před zahájením turnaje
- Vivian Heisenová /  Sü I-fan → nahradily je  Oxana Kalašnikovová /  Maryna Zanevská

## Přehled finále

### Ženská dvouhra
- Iga Świąteková vs.  Anett Kontaveitová, 6–2, 6–0

### Ženská čtyřhra
- Coco Gauffová /  Jessica Pegulaová vs.  Veronika Kuděrmetovová /  Elise Mertensová, 3–6, 7–5, [10–5]